# Joe Wright Mountain
Joe Wright Mountain — залізний метеорит масою 52000 грам.